# Thilouze
Pour les articles homonymes, voir Thilouze (homonymie).
Thilouze est une commune française du département d'Indre-et-Loire, dans la région Centre-Val de Loire.

## Géographie
Thilouze se situe non loin de la petite commune Villeperdue.
| Pont-de-Ruan | Artannes-sur-Indre | Monts       |
| Saché        | Thilouze           | Sorigny     |
| Neuil        | Saint-Épain        | Villeperdue |

### Hydrographie

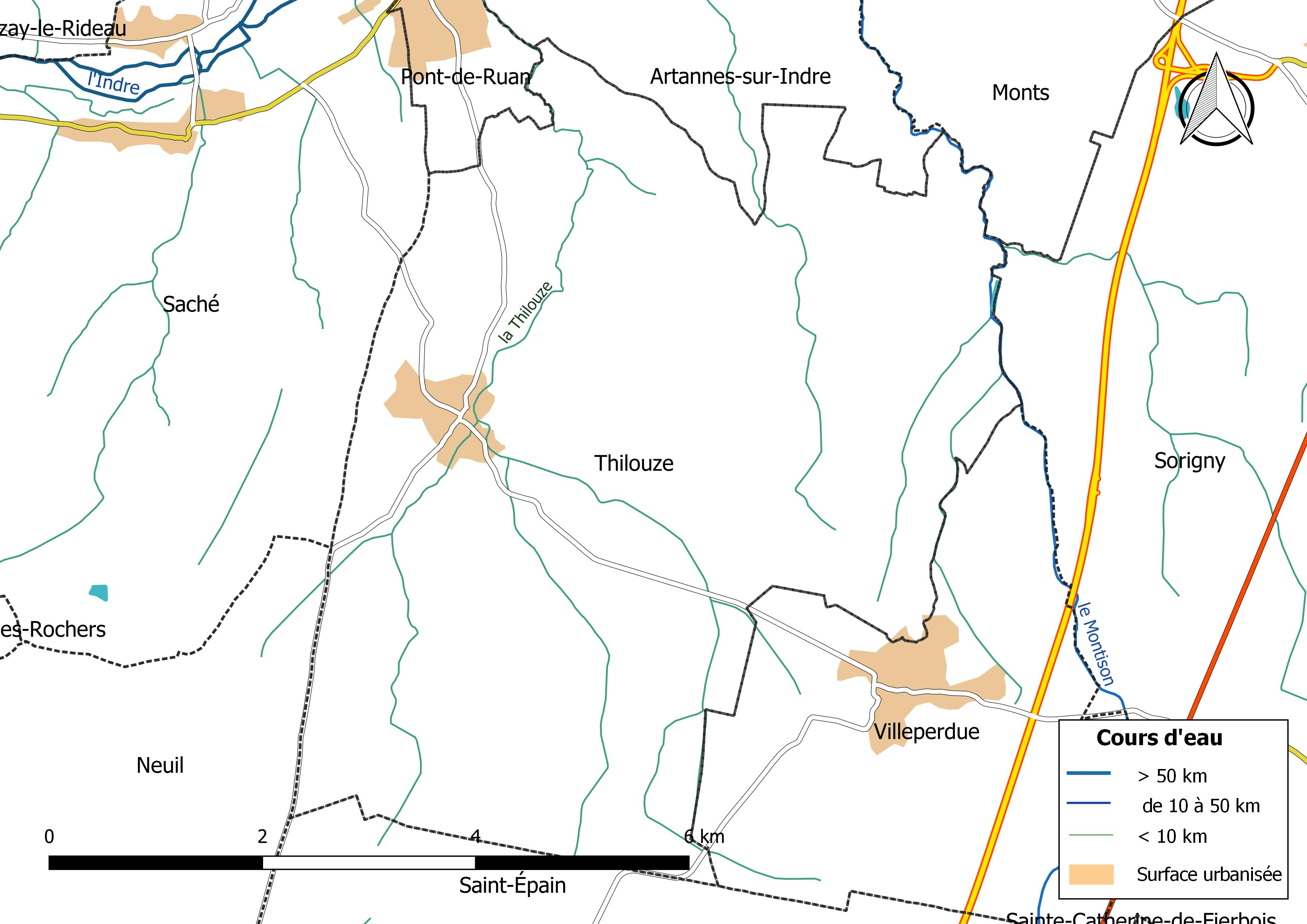
Réseau hydrographique de Thilouze.

Le réseau hydrographique communal, d'une longueur totale de 32,14 km, comprend un cours d'eau notable, le Montison (2,244 km), et divers petits cours d'eau dont la Thilouze (6,336 km), qui s'appelle aussi dans cette commune et dans sa partie haute le « ruisseau du Pont Thibault »,,.
Le Montison, d'une longueur totale de 14,1 km, prend sa source dans la commune de Villeperdue et se jette dans l'Indre à Artannes-sur-Indre, après avoir traversé 5 communes. 
Sur le plan piscicole, le Montison est classé en deuxième catégorie piscicole. Le groupe biologique dominant est constitué essentiellement de poissons blancs (cyprinidés) et de carnassiers (brochet, sandre et perche).
En 2019, la commune est membre de la communauté de communes Touraine Vallée de l'Indre qui est elle-même adhérente au syndicat d'aménagement de la vallée de l'Indre. Créé par arrêté préfectoral du 12 septembre 1985 à la suite des crues historiques de décembre 1982 et janvier 1983, ce syndicat a pour vocation d'une part l'atteinte du bon état écologique des cours d'eau par des actions de restauration de zones humides et des cours d'eau, et d'autre part de participer à la lutte contre les inondations par des opérations de sensibilisation de la population ou de restauration et d'entretien sur le lit mineur, et sur les fossés situés dans le lit majeur de l'Indre appelés localement « boires », et de l'ensemble des cours d'eau du bassin versant de l'Indre.
Quatre zones humides ont été répertoriées sur la commune par la direction départementale des territoires (DDT) et le conseil départemental d'Indre-et-Loire : « la vallée du Bois de Longue Plaine », « la vallée du Ruisseau de Thilouze », « Les Rondettes les mares » et « l'étang du Château de Longue Plaine »,.

### Climat
Pour des articles plus généraux, voir Climat du Centre-Val de Loire et Climat d'Indre-et-Loire.
En 2010, le climat de la commune est de type climat océanique dégradé des plaines du Centre et du Nord, selon une étude du Centre national de la recherche scientifique s'appuyant sur une série de données couvrant la période 1971-2000. En 2020, Météo-France publie une typologie des climats de la France métropolitaine dans laquelle la commune est exposée à un climat océanique altéré et est dans la région climatique  Moyenne vallée de la Loire, caractérisée par une bonne insolation (1 850 h/an) et un été peu pluvieux. 
Pour la période 1971-2000, la température annuelle moyenne est de 11,3 °C, avec une amplitude thermique annuelle de 14,7 °C. Le cumul annuel moyen de précipitations est de 684 mm, avec 10,6 jours de précipitations en janvier et 6,7 jours en juillet. Pour la période 1991-2020, la température moyenne annuelle observée sur la station météorologique de Météo-France la plus proche, sur la commune de Saint-Épain à 9 km à vol d'oiseau, est de 12,3 °C et le cumul annuel moyen de précipitations est de 745,6 mm,. Pour l'avenir, les paramètres climatiques de la commune estimés pour 2050 selon différents scénarios d'émission de gaz à effet de serre sont consultables sur un site dédié publié par Météo-France en novembre 2022.

## Urbanisme

### Typologie
Au 1er janvier 2024, Thilouze est catégorisée bourg rural, selon la nouvelle grille communale de densité à sept niveaux définie par l'Insee en 2022.
Elle est située hors unité urbaine. Par ailleurs la commune fait partie de l'aire d'attraction de Tours, dont elle est une commune de la couronne,. Cette aire, qui regroupe 162 communes, est catégorisée dans les aires de 200 000 à moins de 700 000 habitants,.

### Occupation des sols
L'occupation des sols de la commune, telle qu'elle ressort de la base de données européenne d’occupation biophysique des sols Corine Land Cover (CLC), est marquée par l'importance des territoires agricoles (87,4 % en 2018), une proportion sensiblement équivalente à celle de 1990 (87,9 %). La répartition détaillée en 2018 est la suivante : 
terres arables (71,5 %), prairies (15,8 %), forêts (10,6 %), zones urbanisées (2 %), zones agricoles hétérogènes (0,1 %). L'évolution de l’occupation des sols de la commune et de ses infrastructures peut être observée sur les différentes représentations cartographiques du territoire : la carte de Cassini (XVIIIe siècle), la carte d'état-major (1820-1866) et les cartes ou photos aériennes de l'IGN pour la période actuelle (1950 à aujourd'hui).

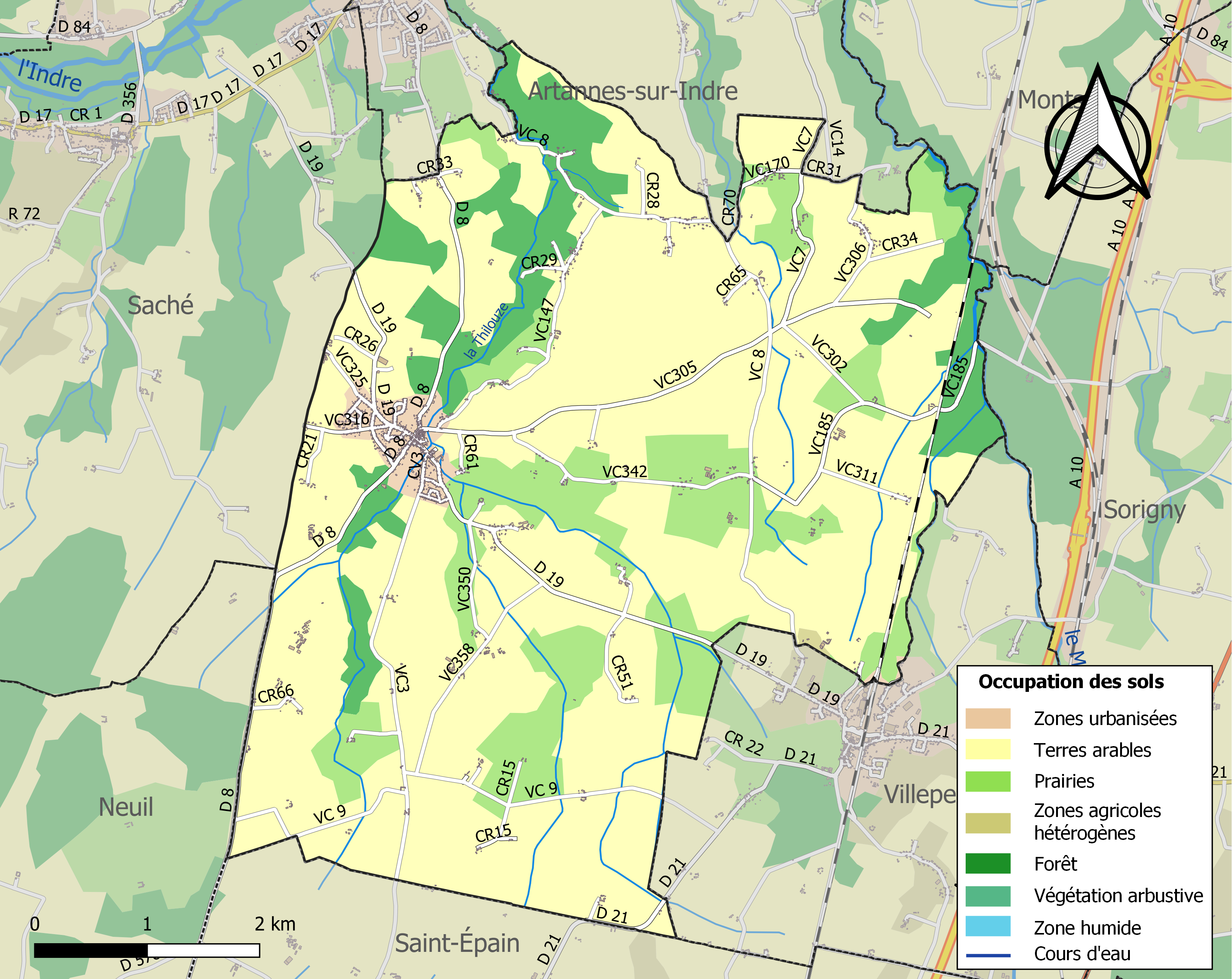
Carte des infrastructures et de l'occupation des sols de la commune en 2018 (CLC).

### Risques majeurs
Le territoire de la commune de Thilouze est vulnérable à différents aléas naturels : météorologiques (tempête, orage, neige, grand froid, canicule ou sécheresse) et séisme (sismicité faible). Un site publié par le BRGM permet d'évaluer simplement et rapidement les risques d'un bien localisé soit par son adresse soit par le numéro de sa parcelle.

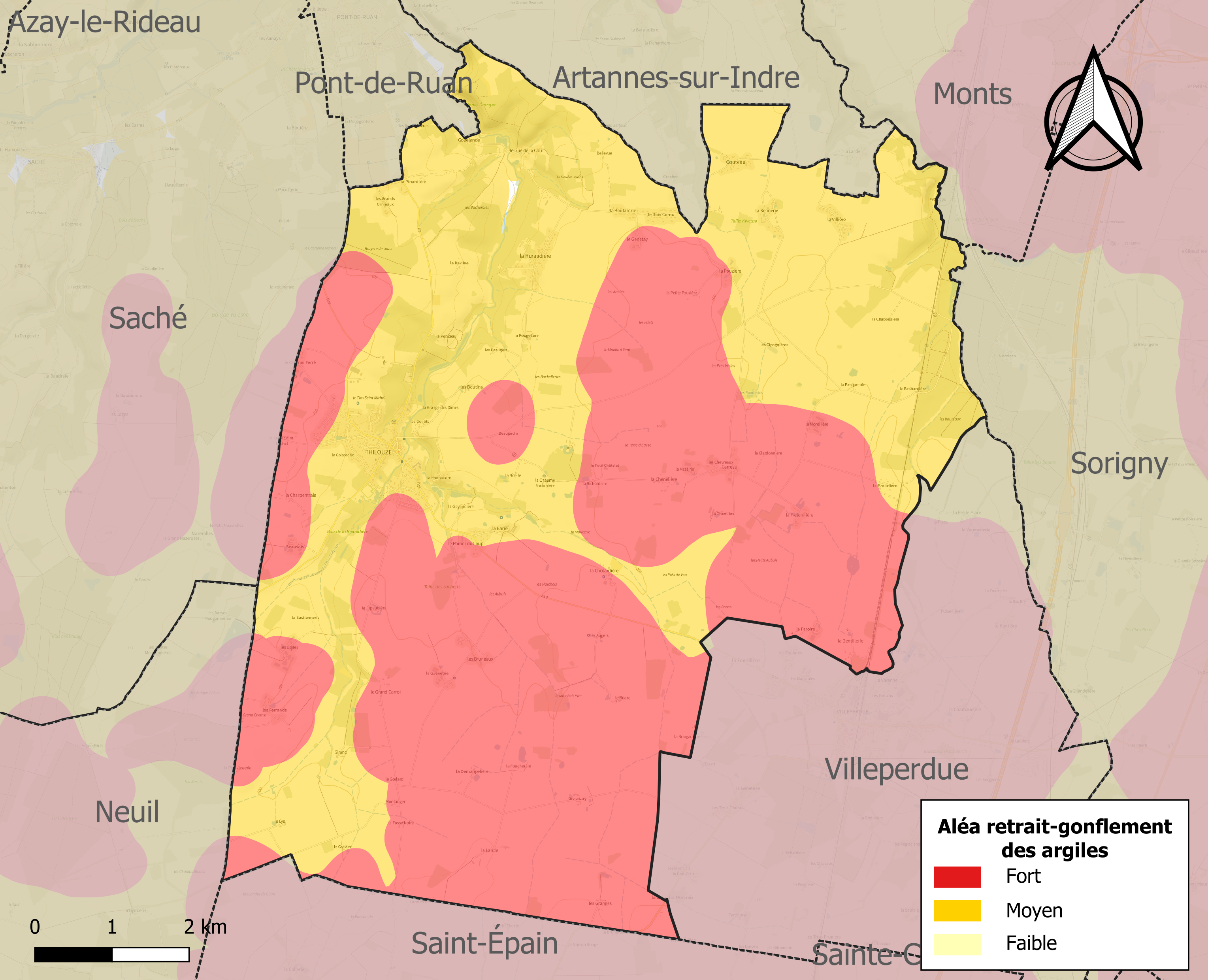
Carte des zones d'aléa retrait-gonflement des sols argileux de Thilouze.

Le retrait-gonflement des sols argileux est susceptible d'engendrer des dommages importants aux bâtiments en cas d’alternance de périodes de sécheresse et de pluie. La totalité de la commune est en aléa moyen ou fort (90,2 % au niveau départemental et 48,5 % au niveau national). Sur les 690 bâtiments dénombrés sur la commune en 2019, 690 sont en aléa moyen ou fort, soit 100 %, à comparer aux 91 % au niveau départemental et 54 % au niveau national. Une cartographie de l'exposition du territoire national au retrait gonflement des sols argileux est disponible sur le site du BRGM,.
Concernant les mouvements de terrains, la commune a été reconnue en état de catastrophe naturelle au titre des dommages causés par la sécheresse en 1996, 2003 et 2011 et par des mouvements de terrain en 1999.

## Histoire
Le célèbre romancier tourangeau Honoré de Balzac évoqua cette commune dans l'un de ses contes drolatiques, intitulé La pucelle de Thilouze. Honoré de Balzac est aujourd'hui le nom de l'école de Thilouze.

## Politique et administration

### Liste des maires

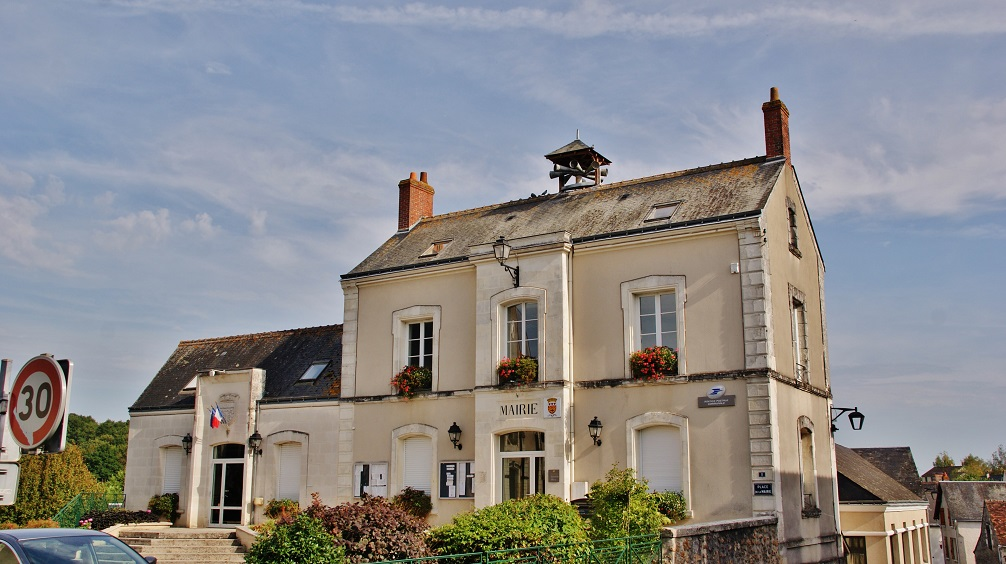
La mairie de Thilouze.

de 17—à 1811 Pierre Bassereau, notaire public a été maire du village de Thilouze.
En 1878, François Barbier, maire du village, refuse d'installer un buste de la République dans la salle du Conseil. Il ira même jusqu'à acheter un buste, l'exposer dans la mairie, puis, une fois le constat de cette installation effectué par les services préfectoraux, l'enleva en soulignant que ce buste lui appartenait. Joli pied de nez envoyé à la toute jeune IIIème république. Soutenu par la presse bonapartiste de l'époque, François Barbier sera suspendu puis révoqué par le Préfet d'Indre-et-Loire puis par le ministre de l'Intérieur. Cela n'empêchera pas les habitants de Thilouze de lui confier un mandat de délégué sénatorial. Témoignage des tensions politiques entre monarchistes, républicains et bonapartistes, cet évènement local ne sera pas un cas isolé : on assiste à une forme de purge des anti-républicains dans l'administration locale, que ce soit dans les mairies ou les autres services territoriaux. 
| Période                                  | Période   | Identité         | Étiquette | Qualité                                                                                   |
| ---------------------------------------- | --------- | ---------------- | --------- | ----------------------------------------------------------------------------------------- |
| avant 1981                               |           | Jean-Pierre Reau |           |                                                                                           |
| 1981                                     | mars 2001 | Maurice Garreau  | SE        | Maire                                                                                     |
| mars 2001                                | En cours  | Éric Loizon      | DVD,      | Cadre - Maire Conseiller départemental depuis 2015 Président de la Communauté de communes |
| Les données manquantes sont à compléter. |           |                  |           |                                                                                           |

### Tendances politiques
| Scrutin             | Scrutin             | 1er tour | 1er tour | 1er tour | 1er tour | 1er tour | 1er tour | 1er tour | 1er tour | 1er tour | 1er tour | 1er tour | 1er tour | 2d tour | 2d tour | 2d tour | 2d tour | 2d tour  | 2d tour |
| Scrutin             | Scrutin             | 1er      | 1er      | %        | 2e       | 2e       | %        | 3e       | 3e       | %        | 4e       | 4e       | %        | 1er     | 1er     | %       | 2e      | 2e       | %       |
| ------------------- | ------------------- | -------- | -------- | -------- | -------- | -------- | -------- | -------- | -------- | -------- | -------- | -------- | -------- | ------- | ------- | ------- | ------- | -------- | ------- |
| Présidentielle 2017 | Présidentielle 2017 |          | FN       | 24,49    |          | EM       | 21,94    |          | LR       | 19,60    |          | LFI      | 17,78    |         | EM      | 60,80   |         | FN       | 39,20   |
| Présidentielle 2022 | Présidentielle 2022 |          | RN       | 30,64    |          | LREM     | 29,28    |          | LFI      | 16,16    |          | REC      | 4,83     |         | LREM    | 53,51   |         | RN       | 46,49   |
| Législatives 2022   | 4e                  |          | RE-Ens   | 29,75    |          | RN       | 27,96    |          | PS-Nupes | 23,48    |          | LR       | 7,53     |         | RE-Ens  | 50,20   |         | PS-Nupes | 49,80   |
| Législatives 2024   | 4e                  |          | RN       | 42,24    |          | RE-Ens   | 26,84    |          | PS-NFP   | 22,76    |          | LR       | 7,47     |         | RN      | 51,98   |         | PS-NFP   | 48,02   |

## Population et société

### Démographie
Ses habitants sont appelés les Thilouzains, Thilouzaines.

L'évolution du nombre d'habitants est connue à travers les recensements de la population effectués dans la commune depuis 1793. Pour les communes de moins de 10 000 habitants, une enquête de recensement portant sur toute la population est réalisée tous les cinq ans, les populations de référence des années intermédiaires étant quant à elles estimées par interpolation ou extrapolation. Pour la commune, le premier recensement exhaustif entrant dans le cadre du nouveau dispositif a été réalisé en 2008.

En 2022, la commune comptait 1 798 habitants, en évolution de +6,45 % par rapport à 2016 (Indre-et-Loire : +1,67 %, France hors Mayotte : +2,11 %).
| 1793  | 1800  | 1806  | 1821  | 1831  | 1836  | 1841  | 1846  | 1851  |
| ----- | ----- | ----- | ----- | ----- | ----- | ----- | ----- | ----- |
| 1 110 | 1 010 | 1 082 | 1 119 | 1 067 | 1 087 | 1 089 | 1 061 | 1 085 |

| 1856 | 1861 | 1866 | 1872 | 1876 | 1881 | 1886 | 1891 | 1896 |
| ---- | ---- | ---- | ---- | ---- | ---- | ---- | ---- | ---- |
| 994  | 967  | 977  | 915  | 936  | 889  | 946  | 950  | 974  |

| 1901  | 1906 | 1911 | 1921 | 1926 | 1931 | 1936 | 1946 | 1954 |
| ----- | ---- | ---- | ---- | ---- | ---- | ---- | ---- | ---- |
| 1 003 | 983  | 985  | 842  | 860  | 814  | 822  | 746  | 757  |

| 1962 | 1968 | 1975 | 1982 | 1990  | 1999  | 2006  | 2008  | 2013  |
| ---- | ---- | ---- | ---- | ----- | ----- | ----- | ----- | ----- |
| 745  | 691  | 713  | 817  | 1 049 | 1 133 | 1 400 | 1 476 | 1 635 |

| 2018  | 2022  | - | - | - | - | - | - | - |
| ----- | ----- | - | - | - | - | - | - | - |
| 1 753 | 1 798 | - | - | - | - | - | - | - |

### Enseignement
Thilouze se situe dans l'Académie d'Orléans-Tours (Zone B) et dans la circonscription de Langeais.
L'école primaire Balzac accueille les élèves de la commune.

## Culture locale et patrimoine

### Lieux et monuments

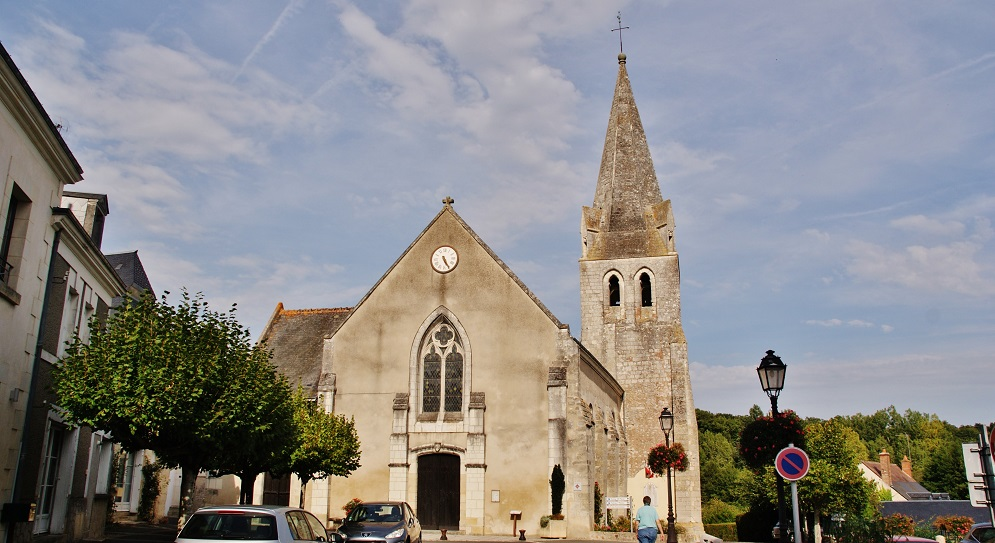
L'église paroissiale Saint-Antoine.

- L'église Saint-Antoine du désert, dont le clocher est inscrit à l'inventaire des monuments historiques[36] ;
- Le château du Grand-Châtelet, classé au titre des monuments historiques par arrêté du 22 octobre 1962[37] ;
- Le château du Plessis ;
- Le manoir de la Ripaudière ;
- Le manoir des Bruneaux.

### Personnalités liées à la commune
- Loys Masson, poète d'origine mauricienne, réfugié au château du Châtelet en 1942-1943.
- La vamp Nicole Avezard passa, lors de son enfance, plusieurs vacances à Thilouze. Ainsi, dans certains de ses spectacles, on y retrouve le nom de personnes résidant ou ayant résidé la commune.
- Victor Dutertre (1850- ?), peintre et graveur sur bois, né à Thilouze.

### Héraldique
| Blason de Thilouze | Les armes de Thilouze se blasonnent ainsi : De gueules au tilleul arraché d'or chargé d'une croix tréflée au pied fiché de sable, au chef d'argent chargé de trois cœurs du champ. |